# فولفغانغ مينزل
فولفغانغ مينزل (بالألمانية: Wolfgang Menzel)‏ (و. 1798 – 1873 م) هو شاعر، وكاتب، ومؤرخ أدبي، ومؤرخ، وناقد أدبي ألماني، ولد في واوب جيخ، توفي في شتوتغارت، عن عمر يناهز 75 عاماً.

## التعليم
تعلم في جامعة فروتسواف، وجامعة بون، وجامعة ينا.